# La jaula (telenovela de 2003)
La jaula es una telenovela colombiana realizada por Caracol Televisión en 2003, dirigida por Jaime Escallon protagonizada por Patricia Vásquez y Jorge Marín, con las actuaciones juveniles de Andrés Sandoval y Diana Hoyos. El diseño original de la serie y los libretos estuvieron a cargo de Andrés Huertas Motta, Andrés Salgado y Paola Andrea Arias.

## Sinopsis
La historia de los conflictos de jóvenes que se hallan reunidos en el colegio internado Los Hombres del Mañana, amenazado con su cierre debido a sus problemas con drogas, donde llega Lina, una psicóloga a tratar de encaminar y solucionar diferentes problemas de la etapa adolescente junto a una profesor vanguardista y poco ortodoxo en sus enseñanzas. En el internado, ambos conocerán al amor de su vida.

## Elenco
- Patricia Vásquez, Lina Bueno
- Jorge Marín, Arturo Colón
- Ana Soler, Alba Luz
- Blas Jaramillo, Palomino
- Jorge Rebollo Serrano
- Juan Sebastián Calero, Jorge
- Mabel Moreno, Juliana
- Gabriela Sánchez, Violeta
- Juan Fernando Sánchez, Kike
- Beatriz Tejada
- Andrés Sandoval, Tomás
- Paola Dulce, Camila
- Leonardo Rua
- Diana Hoyos, Rosa
- Mauricio Corredor
- Santiago Moure
- María Eugenia Arboleda
- María Fernanda Rodríguez